# Sonate K. 545
Pour la sonate de Mozart, voir Sonate pour piano no 16 de Mozart.
La sonate K. 545 (F.496/L.500) en si bémol majeur est une œuvre pour clavier du compositeur italien Domenico Scarlatti.

## Présentation
La sonate K. 545 en si bémol majeur est à  et notée Prestissimo − l'une des trois sonates dans ce cas. Elle est associée à la précédente sonate, la plus dense de toutes en forme de prélude qui introduit la puissance sonore de celle-ci. La main droite commence seule, suivie de la gauche en imitation, sans la droite qui n'intervient qu'après la redite à l'octave inférieure.
Bien que Scarlatti se répète très peu dans le nombre impressionnant d'œuvres, la conclusion de cette sonate K. 545 est comparable à la sonate K. 547.

## Manuscrits

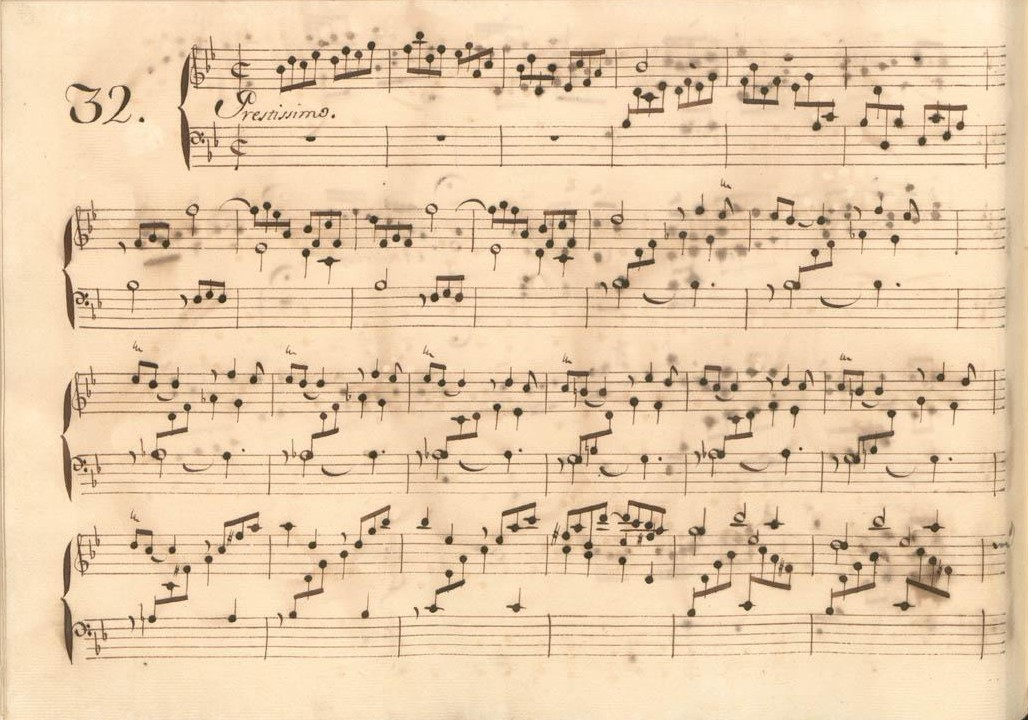
Début de la sonate, extraite du volume XV du manuscrit de Parme.

Le manuscrit principal est le numéro 32 du volume XV (Ms. A. G. 31420) de Parme (1757), copié pour Maria Barbara ; les autres sources sont Münster I 80 (Sant Hs 3964) et Vienne D 30 (VII 28011 D). Une copie figure à Cambridge, dans le manuscrit Fitzwilliam 32 F 12 (no 29).

## Interprètes
Les interprètes de la sonate K. 545 au piano sont peu nombreux, cependant elle est défendue par András Schiff (1986, Decca), Nikolaï Demidenko (1999, Sanctus Recordings), Ievgueni Soudbine (2004, BIS Records), Gottlieb Wallisch (2007, Naxos, vol. 11), Lucas Debargue (2018, Sony) et Marco Fumo (it) (2022, Odradeck).
Au clavecin par Zuzana Růžičková (1976, Supraphon), Scott Ross (Erato, 1985), Virginia Black (1986, EMI), Ton Koopman (1986, Capriccio), Trevor Pinnock (1986, Archiv), Robert Wooley (1987, EMI), Glen Wilson (1990, Teldec), Luc Beauséjour (1993, Analekta), Colin Booth (1994, Olympia), John Gibbons (1995, Centaur), Kenneth Weiss (2001, Satirino), Frédérick Haas, clavecin du château d'Assas (2002, Calliope)  et Cristiano Holtz (2016, Hortus). Teodoro Anzellotti (2001, Winter & Winter) l'interprète à l'accordéon.

## Sources
: document utilisé comme source pour la rédaction de cet article.
- Ralph Kirkpatrick (trad. de l'anglais par Dennis Collins), Domenico Scarlatti, Paris, Lattès, coll. « Musique et Musiciens », 1982 (1re éd. 1953 (en)), 493 p. (OCLC 954954205, BNF 34689181).
- Alain de Chambure, « Domenico Scarlatti : Intégrale des sonates — Scott Ross », p. 235, Erato (2564-62092-2), 1985 (OCLC 891183737) .